# Estat transcontinental
Els estats transcontinentals són els que tenen sobirania a més d'un continent. La ubicació d'un país en un determinat continent pot variar en funció dels criteris emprats (per exemple, criteris geogràfics o geològics, polítics, econòmics o culturals). Un exemple és Rússia, el nucli històric del qual, així com la major part de la seva població (72%), activitat econòmica i institucions polítiques (com ara la seva ciutat capital), es troben a Europa, encara que la major part del seu territori (71%) és de fet a Àsia. Amb la qual cosa sovint s'opta per dir que Rússia forma part d'Euràsia.
En la següent llista s'han omès les parts no contigües (territoris d'ultramar, dependències i altres; per exemple Bermuda, Guaiana Francesa, Groenlàndia, i Hawaii).

## Països situats tant a Àsia com a Europa
Vegeu Euràsia per a més detalls sobre els límits geogràfics entre Europa i Àsia.
- Armènia - situat tant a Àsia occidental com a Europa oriental.
- Azerbaidjan - situat tant a Àsia occidental com a Europa oriental.
- Geòrgia - situat tant a Àsia occidental com a Europa oriental.
- Grècia - situat tant a Àsia occidental com a Europa sud-occidental.
- Kazakhstan - situat tant a Àsia central com a Europa oriental.
- Rússia - situat tant a Àsia septentrional com a Europa oriental.
- Turquia - situat tant a Àsia occidental com a Europa oriental.

### Armènia
Els límits del districte nord-occidental d'Armènia transcorren principalment al llarg de la conca de les Muntanyes del Caucas.

### Azerbaidjan
Els límits del districte nord-oriental de l'Azerbaidjan transcorren principalment al llarg de la conca de les Muntanyes del Caucas. Cinc districtes es troben completament a Europa, i el districte transcontinental de Khizi es troba gairebé igualment dividit a ambdues bandes de la conca.

### Geòrgia
La major part del territori septentrional i occidental de Geòrgia, que inclou Kazbegi, Dusheti, i Khevsureti es troba a Europa, mentre que la part sud-occidental és transcontinental, però realment no pertany a dos continents sinó és part d'un sol, encara que el seu territori n'inclogui un altre.

### Grècia
Grècia continental i la majoria de les seves illes són habitualment associades amb Europa, però la prefectura del Dodecanès (a la perifèria transcontinental de l'Egeu Meridional) i la major part de la perifèria transcontinental de l'Egeu Septentrional són contigües a les costes continentals d'Àsia i poden així ser associades amb Àsia. La frontera intercontinental, entesa com la separació entre les illes gregues orientals i la resta de la nació, segueix majoritàriament les fronteres de les perifèries i les prefectures. La Prefectura de Lesbos de la perifèria de l'Egeu Septentrional consistiria així de l'illa asiàtica de Lesbos i les illes europees de Lemnos i Hàgios Efstratios. Les altres dues prefectures de l'Egeu septentrional serien a Àsia. La perifèria de l'Egeu Meridional consistiria en el Prefectura del Dodecanès i la Prefectura de les Cíclades Europees. Diversos geògrafs i residents a Grècia continuen associant totes les seves illes amb Europa.

### Kazakhstan
Els límits provincials del Kazakhstan no segueixen el Riu Ural, encara que algun dels seus districtes occidentals sí que ho fa. Dues de les províncies són transcontinentals, la província d'Atirau i el Kazakhstan Occidental. La capital de la primera, Atirau, està dividida per la desembocadura de l'Ural i és una ciutat transcontinental. Gairebé la seva totalitat es troba a Àsia, amb una petita porció a Europa. Dos dels districtes de la província d'Atirau estan completament a Europa, tres a Àsia i els seus districtes d'Inderskiy i Makhambetskiy són transcontinentals. Cinc dels districtes del Kazakhstan occidental i la ciutat capital de la província d'Oral estan completament a Europa, cinc a Àsia i el districte d'Akzhaikskiy és transcontinental.

### Rússia
Els límits de les regions russes segueixen virtualment les Muntanyes Urals i el Riu Ural. Existeix una petita àrea (menys de 300 km²;) de territori rus al sud de la principal conca del Caucas a Àsia. Orenburg al Riu Ural és una ciutat transcontinental.

### Turquia
Tres de les províncies de Turquia són completament a Europa, mentre que les províncies de Çanakkale i Istanbul són transcontinentals. Tres dels districtes de Çanakkale són completament a Europa i les seves altres nou municipalitats són completament a Àsia. Dinou dels districtes d'Istanbul són completament a Europa i la resta dels seus districtes (dotze) són a Àsia.

## Països tant a Àsia com a Àfrica

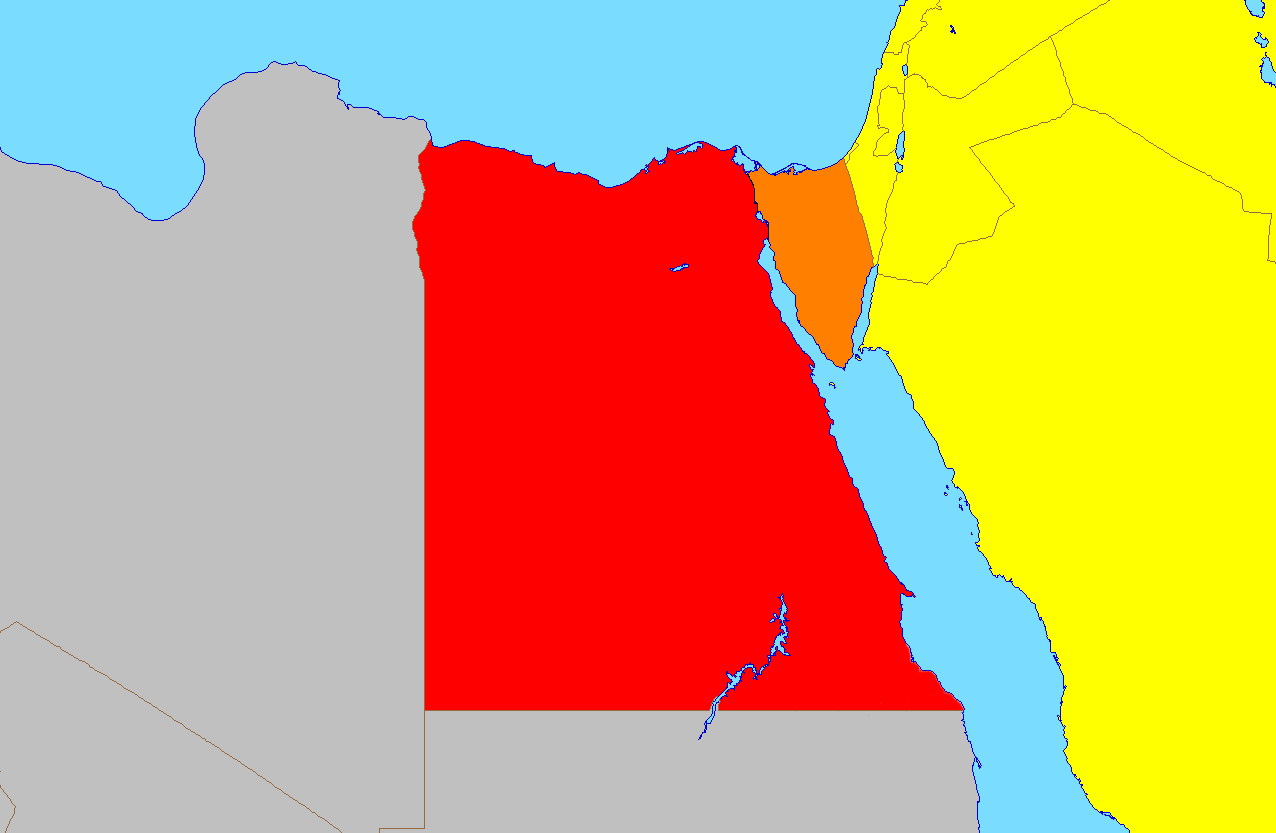
Verd - Àsia, Rosa/Gris - Àfrica.

- Egipte - situat tant a l'Àfrica nord-oriental com en Àsia sud-occidental.
- Iemen - situat tant a Àsia sud-occidental com en l'Àfrica oriental.

Els límits entre els dos continents segueixen l'Istme de Suez i el Canal de Suez a Egipte. La vora que continua entre els dos continents és considerada al llarg de l'istme de Suez i el Canal de Suez a Egipte. La vora prossegueix al llarg del Golf de Suez, la Mar Roja i el Golf d'Aden. L'arbitratge internacional de la Crisi de les illes Hanish el 1998 va distribuir el control de les Illes Hanish a la Mar Roja entre el Iemen i Eritrea al costat d'aquest límit.

### Egipte
Tres de les governacions egípcies se situen completament a Àsia i dos són transcontinentals. La Governació d'Ismailia es divideix gairebé per igual pel Canal de Suez i la Governació de Suez; a tocar de la ciutat transcontinental de Suez, té una petita porció a l'est del Canal de Suez.

### Iemen
Tot i que el Iemen està situat a la Península Aràbiga i, per tant, forma part d'Àsia, i a les seves illes Hanish i Perim a la Mar Roja se'ls associa habitualment amb Àsia, el Iemen controla l'arxipèlag de Socotra, que es troba a l'est de la banya de Somàlia i és molt més a prop de l'Àfrica que d'Àsia. Socotra i la ciutat d'Aden constitueixen la governació transcontinental d'Adam.

## Països tant a Àsia com a Oceania

### Austràlia
La Mancomunitat d'Austràlia es compon del continent del mateix nom (inclosa l'illa de Tasmània, entre d'altres) i de possessions insulars associades a Oceania, Àsia, i l'Antàrtida. Les seves possessions a l'Oceà Índic (Illes Christmas i les Illes Cocos) s'associen a Àsia. La majoria de l'ascendència dels residents de les illes asiàtiques d'Austràlia és asiàtica i la major part de la població és musulmana o budista.

### Timor Oriental
Les Nacions Unides consideren Timor Oriental com a asiàtic, Timor Oriental ha sol·licitat l'adhesió a l'Associació de Nacions del Sud-est Asiàtic ASEAN, on té l'estatus d'observador; és també un observador al Fòrum de les Illes del Pacífic (PIF).
Biogeogràficament, Timor Oriental es troba dins de Wallacea, una zona de transició ecològica entre Àsia i Oceania.
En les fonts portugueses (Lello Universal i Enciclopédia Luso-Brasilera) es descriu Timor Oriental a Oceania. L'organització social de la població tribal és molt similar a les societats d'Oceania. Les llengües parlades al territori són principalment austronèsies, el mateix grup que comprèn les llengües de Nova Guinea, que se sol considerar com a part de Melanèsia.

### Indonèsia
L'arxipèlag indonesi sol considerar-se dins del continent asiàtic. Tanmateix, la part occidental de l'illa de Nova Guinea, anomenada Irian Jaya, es considera com a part d'Oceania.

### Japó
La totalitat del Japó consisteix en illes asiàtiques excepte la remota i inhabitada Minami Torishima, que és una illa d'Oceania administrativament part de Tòquio, i la subdivisió de la vila d'Ogasawara, junt amb altres illes perifèriques al sud i al sud-est de la ciutat.

## Països tant a l'Àfrica com a Europa
- Itàlia - situat tant a Europa meridional com en l'Àfrica septentrional.
- Portugal - situat tant a Europa sud-occidental com en l'Àfrica nord-occidental.
- Espanya - situat tant a Europa sud-occidental com en l'Àfrica nord-occidental.

### Itàlia
Per bé que la Itàlia continental, Sardenya, Sicília, les Ègades, Ustica, i les Illes Eòlies són associades habitualment amb Europa, la terra més propera a Pantel·leria i a les Illes Pelàgiques és Tunis al continent africà. Pertanyen a les províncies sicilianes transcontinentals de Trapani i Agrigent, respectivament, i contigües a les comunes de Pantel·leria i Lampedusa e Linosa, respectivament.

### Malta
Malta ha estat geopolíticament europea en èpoques modernes, però pot ser associada geogràficament amb l'Àfrica.

### Portugal
La part continental de Portugal es troba a Europa, mentre que l'arxipèlag de les Açores (també associat amb Europa) i l'arxipèlag de Madeira (geogràficament part de l'Àfrica) a l'oceà Atlàntic constitueixen les Regions Autònomes de Portugal, que també inclouen l'illa de Porto Santo, les Illes Desertes i les Illes Salvatges, totes les quals són també illes africanes.

### Espanya
Encara que el seu territori continental es troba a Europa, Espanya té part del seu territori a l'Àfrica, concretament la comunitat autònoma de Canàries, les ciutats autònomes de Ceuta i de Melilla així com una sèrie de places de sobirania (Illa Perejil, Vélez de la Gomera, Illes Chafarinas i Penyal d'Alhucemas) a la costa nord del Marroc. L'Illa d'Alborán, situada en els límits entre l'Àfrica i Europa pertany a la ciutat d'Almeria i a la província d'Almeria.

## Reclamacions antàrtiques
Un cert nombre de nacions reclamen la propietat sobre porcions de l'Antàrtida. Algunes, incloent-hi l'Argentina i Xile, consideren el territori antàrtic reclamat com a part integral del seu territori nacional. Certs països tenen també possessions insulars subantàrtiques al nord dels 60 graus de latitud sud i, per tant, reconegudes pel dret internacional sota el sistema del Tractat Antàrtic, que afecta els territoris al sud de la latitud ja esmentada.

## Altres exemples

### Xile
Xile es troba majoritàriament a l'Amèrica continental i inclou, a Oceania, l'Illa de Pasqua i l'illa de Sala y Gómez. Junt amb les illes perifèriques sud-americanes de Juan Fernández i les Illes Desventuradas formen part de la regió de Valparaíso.

### Dinamarca
Dinamarca inclou l'illa americana de Groenlàndia i les illes Fèroe, al nord d'Escòcia i al sud d'Islàndia. En 1953, Groenlàndia va ser equiparada a la resta del territori danès, i l'autonomia se li va concedir en 1979.

### França
La República francesa inclou departaments d'ultramar a l'Àfrica (Reunió) i Amèrica (Guadalupe, Martinica i la Guaiana Francesa). Aquestes entitats tenen el mateix estatus legal que els departaments de la França metropolitana. Existeixen altres possessions insulars associades amb Àfrica, Amèrica, Oceania i l'Antàrtida, que són col·lectius ultramarins francesos o part de les Terres Australs i Antàrtiques Franceses.

### Països Baixos
Els Països Baixos tenen les possessions del Carib de les Illes BES, Aruba, Curaçao i Sint Maarten. Mentre que Aruba, Curaçao i Sint Maarten tenen governs propis, les illes BES estan integrades a la metròpoli sota un règim especial des de 2011.

### Estats Units
Mentre que el territori dels Estats Units es troba majoritàriament a Amèrica, inclou l'estat de Hawaii a Oceania, així com altres possessions insulars a Oceania i algunes illes d'Alaska al nord-est d'Àsia continental.
Aquests exemples tenen parts integrals associades amb altres continents: Noruega, Sud-àfrica i el Regne Unit poden ser, igualment, considerats com a transcontinentals en virtut de les possessions insulars distants associades amb un continent diferent d'on se situa el país.